# دانشکده حقوق دانشگاه اسلو
دانشکده حقوق دانشگاه اسلو (به نروژی: Det juridiske fakultet) قدیمی‌ترین دانشکده حقوق نروژ است که در سال ۱۸۱۱ میلادی به عنوان یکی از چهار دانشکده اصلی دانشگاه رویال فردریک (در سال ۱۹۳۹ میلادی به دانشگاه اسلو تغییر نام یافت) تأسیس شد. این دانشکده در کنار دانشکده‌های حقوق در کپنهاگ، لوند و اوپسالا، یکی از مؤسسات برجسته آموزش و تحقیقات در حوزهٔ اسکاندیناوی است. این دانشکده در پردیس قدیمی دانشگاه اسلو، در مرکز شهر، در نزدیکی تئاتر ملی، کاخ سلطتنی و پارلمان واقع شده‌است. بنای آن در سال ۱۸۴۱ میلادی توسط کارل فریدریش شینکل معمار برجستهٔ آلمانی به سبک نئوکلاسیک ساخته شده‌است.